# Prenomi turchi
Questa voce raccoglie i prenomi tipici della lingua turca, con eventuali varianti e l'equivalente in italiano, se esiste.

## A
Maschili
| Nome        | Varianti        | Corrispondente italiano |
| ----------- | --------------- | ----------------------- |
| Abdülaziza  |                 |                         |
| Abdülhamita |                 |                         |
| Abdülkadira |                 |                         |
| Abdülkerima |                 |                         |
| Abdullaha   |                 |                         |
| Abdüllatifa |                 |                         |
| Adema       |                 | Adamo                   |
| Adila       |                 |                         |
| Adnana      |                 |                         |
| Ahmeta      | Ahmeda          |                         |
| Alaattina   |                 | Aladino                 |
| Alia        |                 | Alì                     |
| Alima       |                 |                         |
| Alpa        |                 |                         |
| Alparslana  | Alpaslana       |                         |
| Alperena    |                 |                         |
| Altana      |                 |                         |
| Anıla       |                 |                         |
| Ardaa       |                 |                         |
| Arifa       |                 |                         |
| Asila       |                 |                         |
| Asıma       |                 |                         |
| Aslana      | Arslana         |                         |
| Attilaa     | Atilaa, Atillaa | Attila                  |
| Ayaza       |                 |                         |
| Ayberka     |                 |                         |
| Aydına      |                 |                         |
| Ayhana      |                 |                         |
| Aytaça      |                 |                         |
| Azada       | Azata           |                         |
| Aziza       |                 |                         |

Femminili
| Nome     | Varianti | Corrispondente italiano |
| -------- | -------- | ----------------------- |
| Adaa     |          |                         |
| Adaleta  |          |                         |
| Adilea   |          |                         |
| Ajdaa    |          | Aida                    |
| Aleynaa  |          |                         |
| Aliyea   |          |                         |
| Arzua    |          |                         |
| Asela    |          |                         |
| Asenaa   |          |                         |
| Asiyea   |          |                         |
| Aslıa    |          |                         |
| Asumana  |          |                         |
| Asyaa    |          | Asia                    |
| Ataa     |          |                         |
| Aydaa    |          |                         |
| Aydana   |          |                         |
| Aygüla   |          |                         |
| Aygüna   |          |                         |
| Ayhana   |          |                         |
| Aylaa    |          |                         |
| Aylina   |          |                         |
| Aynura   |          |                         |
| Ayşea    |          |                         |
| Ayşegüla |          |                         |
| Aysela   |          |                         |
| Ayşenura |          |                         |
| Aysimaa  |          |                         |
| Aysua    |          |                         |
| Aysuna   |          |                         |
| Aytaça   |          |                         |
| Aytena   |          |                         |
| Azizea   |          |                         |
| Azraa    |          |                         |

## B
Maschili
| Nome         | Varianti | Corrispondente italiano |
| ------------ | -------- | ----------------------- |
| Babüra       |          |                         |
| Bahaa        |          |                         |
| Bahadıra     |          |                         |
| Bahtiyara    |          |                         |
| Bakia        |          |                         |
| Bakıra       |          |                         |
| Barana       |          |                         |
| Barışa       |          |                         |
| Batuhana     |          |                         |
| Bayrama      |          |                         |
| Behrama      |          |                         |
| Berata       |          |                         |
| Berena       |          |                         |
| Berka        |          |                         |
| Berkanta     |          |                         |
| Berkera      |          |                         |
| Besima       |          |                         |
| Bilala       |          |                         |
| Bilgea       |          |                         |
| Boraa        |          |                         |
| Borana       |          |                         |
| Buğraa       |          |                         |
| Bülenta      |          |                         |
| Buluta       |          |                         |
| Bünyamina    |          | Beniamino               |
| Buraka       |          |                         |
| Burçina      |          |                         |
| Burhana      |          |                         |
| Burhanettina |          |                         |

Femminili
| Nome     | Varianti | Corrispondente italiano |
| -------- | -------- | ----------------------- |
| Bahara   |          |                         |
| Banua    |          |                         |
| Barana   |          |                         |
| Başaka   |          |                         |
| Begüma   |          |                         |
| Behiyea  |          |                         |
| Belgina  |          |                         |
| Belinaya |          |                         |
| Belmaa   |          |                         |
| Berena   |          |                         |
| Berila   |          |                         |
| Bernaa   |          |                         |
| Berraka  |          |                         |
| Bestea   |          |                         |
| Betüla   |          |                         |
| Beyzaa   |          |                         |
| Bihtera  |          |                         |
| Bilgea   |          |                         |
| Buğlema  |          |                         |
| Burçina  |          |                         |
| Burcua   |          |                         |
| Busea    |          |                         |
| Büşraa   |          |                         |

## C
Maschili
| Nome      | Varianti | Corrispondente italiano |
| --------- | -------- | ----------------------- |
| Cafera    |          |                         |
| Çağataya  |          |                         |
| Çağrıa    |          |                         |
| Cana      |          |                         |
| Canera    |          |                         |
| Cebraila  |          | Gabriele                |
| Çelebia   |          |                         |
| Çelika    |          |                         |
| Cema      |          |                         |
| Cemala    |          |                         |
| Cemila    |          |                         |
| Cengiza   |          |                         |
| Cenka     |          |                         |
| Çetina    |          |                         |
| Cevahira  |          |                         |
| Cevdeta   |          |                         |
| Cihana    |          |                         |
| Cihangira |          |                         |
| Çınara    |          |                         |
| Coşkuna   |          |                         |
| Cumhura   |          |                         |
| Cüneyta   |          |                         |

Femminili
| Nome     | Varianti | Corrispondente italiano |
| -------- | -------- | ----------------------- |
| Çağlaa   |          |                         |
| Çağrıa   |          |                         |
| Canana   |          |                         |
| Cansua   |          |                         |
| Cemilea  |          |                         |
| Cemrea   |          |                         |
| Cenneta  |          |                         |
| Cerena   |          |                         |
| Cevahira |          |                         |
| Ceylana  |          |                         |
| Çiğdema  |          |                         |
| Cihana   |          |                         |

## D
Maschili
| Nome    | Varianti | Corrispondente italiano |
| ------- | -------- | ----------------------- |
| Danyala |          | Daniele                 |
| Demira  |          |                         |
| Deniza  |          |                         |
| Dervişa |          |                         |
| Devrima |          |                         |
| Dirença |          |                         |
| Doruka  |          |                         |
| Durua   |          |                         |
| Duygua  |          |                         |

Femminili
| Nome    | Varianti | Corrispondente italiano |
| ------- | -------- | ----------------------- |
| Damlaa  |          |                         |
| Defnea  |          | Dafne                   |
| Deniza  |          |                         |
| Derina  |          |                         |
| Deryaa  |          |                         |
| Didema  |          |                         |
| Dilana  |          |                         |
| Dilaraa |          |                         |
| Dilaya  |          |                         |
| Dileka  |          |                         |
| Dilşada |          |                         |
| Durua   |          |                         |
| Duygua  |          |                         |

## E
Maschili
| Nome      | Varianti   | Corrispondente italiano |
| --------- | ---------- | ----------------------- |
| Ebrara    |            |                         |
| Ebubekira | Ebu Bekira |                         |
| Ediza     |            |                         |
| Efea      |            |                         |
| Egemena   |            |                         |
| Ejdera    |            |                         |
| Ekbera    |            |                         |
| Ekina     |            |                         |
| Ekrema    |            |                         |
| Elvana    |            |                         |
| Emina     |            |                         |
| Emira     |            |                         |
| Emirhana  |            |                         |
| Emrea     | Emraha     |                         |
| Endera    |            |                         |
| Engina    |            |                         |
| Enisa     | Enesa      |                         |
| Ensara    |            |                         |
| Envera    |            |                         |
| Ercana    |            |                         |
| Erdema    |            |                         |
| Erdoğana  |            |                         |
| Erena     |            |                         |
| Erhana    |            |                         |
| Erkana    |            |                         |
| Erkina    |            |                         |
| Erola     |            |                         |
| Ertuğrula |            |                         |
| Esena     |            |                         |
| Esera     |            |                         |
| Eslema    |            |                         |
| Evrena    |            |                         |
| Eymena    |            |                         |
| Eyüpa     |            | Giobbe                  |

Femminili
| Nome   | Varianti | Corrispondente italiano |
| ------ | -------- | ----------------------- |
| Ebrara |          |                         |
| Ebrua  |          |                         |
| Ecea   |          |                         |
| Ecrina |          |                         |
| Edaa   |          |                         |
| Ekina  |          |                         |
| Elaa   |          |                         |
| Elifa  |          |                         |
| Elmasa |          |                         |
| Elvana |          |                         |
| Emela  |          |                         |
| Eminea | Aminea   | Amina                   |
| Enisea |          |                         |
| Ervaa  |          |                         |
| Esena  |          |                         |
| Esera  |          |                         |
| Esilaa |          |                         |
| Esina  |          |                         |
| Eslema |          |                         |
| Esmaa  |          |                         |
| Esraa  |          |                         |
| Evrena |          |                         |
| Eylüla |          |                         |
| Ezgia  |          |                         |

## F
Maschili
| Nome     | Varianti | Corrispondente italiano |
| -------- | -------- | ----------------------- |
| Fahria   |          |                         |
| Faruka   |          |                         |
| Fatiha   |          |                         |
| Fazıla   |          |                         |
| Fehima   |          |                         |
| Ferhata  |          |                         |
| Feriduna |          |                         |
| Farida   |          |                         |
| Fevzia   |          |                         |
| Fikreta  |          |                         |
| Fikria   |          |                         |
| Fırata   |          |                         |
| Fuata    |          |                         |
| Furkana  |          |                         |

Femminili
| Nome     | Varianti        | Corrispondente italiano |
| -------- | --------------- | ----------------------- |
| Fahriyea |                 |                         |
| Fatmaa   | Fadimea, Fatoşa | Fatima                  |
| Fehimea  |                 |                         |
| Feraya   |                 |                         |
| Feridea  |                 |                         |
| Ferihaa  |                 |                         |
| Fevziyea |                 |                         |
| Fidana   |                 |                         |
| Fikriyea |                 |                         |
| Filiza   |                 |                         |
| Firuzea  |                 |                         |
| Fundaa   |                 |                         |
| Füsuna   |                 |                         |

## G
Maschili
| Nome    | Varianti | Corrispondente italiano |
| ------- | -------- | ----------------------- |
| Galipa  |          |                         |
| Gökera  |          |                         |
| Gökhana |          |                         |
| Göksua  |          |                         |
| Günaya  |          |                         |
| Gürsela |          |                         |
| Güvença |          |                         |

Femminili
| Nome      | Varianti | Corrispondente italiano |
| --------- | -------- | ----------------------- |
| Gamzea    |          |                         |
| Gayea     |          |                         |
| Gizema    |          |                         |
| Gökçea    |          |                         |
| Göksua    |          |                         |
| Goncaa    |          |                         |
| Gönüla    |          |                         |
| Gözdea    |          |                         |
| Güla      |          |                         |
| Gülaya    |          |                         |
| Gülbahara |          |                         |
| Gülçina   |          |                         |
| Güldena   |          |                         |
| Gülistana |          |                         |
| Gülizara  |          |                         |
| Gülnaza   |          |                         |
| Gülnura   |          |                         |
| Gülşena   |          |                         |
| Gültena   |          |                         |
| Günaya    |          |                         |
| Güneşa    |          |                         |

## H
Maschili
| Nome     | Varianti | Corrispondente italiano |
| -------- | -------- | ----------------------- |
| Hacıa    |          |                         |
| Hadia    |          |                         |
| Hakana   |          |                         |
| Halila   |          |                         |
| Halima   |          |                         |
| Halita   |          |                         |
| Haluka   |          |                         |
| Hamita   |          |                         |
| Hamzaa   |          |                         |
| Haruna   |          | Aronne                  |
| Hasana   |          |                         |
| Haşima   |          |                         |
| Hasipa   |          |                         |
| Hayatia  |          |                         |
| Haydara  |          |                         |
| Hayria   |          |                         |
| Hikmeta  |          |                         |
| Hilala   |          |                         |
| Hurşita  |          |                         |
| Hüseyina |          |                         |
| Hüsnüa   |          |                         |

Femminili
| Nome     | Varianti | Corrispondente italiano |
| -------- | -------- | ----------------------- |
| Hacera   |          | Agar                    |
| Hadiyea  |          |                         |
| Hafsaa   |          |                         |
| Halea    |          |                         |
| Halidea  |          |                         |
| Halimea  |          |                         |
| Hamidea  |          |                         |
| Handana  |          |                         |
| Handea   |          |                         |
| Hanifea  |          |                         |
| Haticea  |          |                         |
| Havvaa   |          | Eva                     |
| Hazala   |          |                         |
| Hazana   |          |                         |
| Hediyea  |          |                         |
| Hilala   |          |                         |
| Hiranura |          |                         |
| Hülyaa   |          |                         |
| Hümeyraa |          |                         |
| Hüsniyea |          |                         |

## I
Maschili
| Nome      | Varianti | Corrispondente italiano |
| --------- | -------- | ----------------------- |
| İbrahima  |          | Abramo                  |
| İdrisa    |          |                         |
| İhsana    |          |                         |
| İkbala    |          |                         |
| İlhamia   |          |                         |
| İlhana    |          |                         |
| İlkaya    |          |                         |
| İlkera    |          |                         |
| İlkina    |          |                         |
| İlyasa    |          | Elia                    |
| İrfana    |          |                         |
| İsaa      |          | Gesù                    |
| İskendera |          | Alessandro              |
| İslama    |          |                         |
| İsmaila   |          | Ismaele                 |
| İsmeta    |          |                         |
| İzzeta    |          |                         |

Femminili
| Nome    | Varianti | Corrispondente italiano |
| ------- | -------- | ----------------------- |
| İkraa   |          |                         |
| İlaydaa |          |                         |
| İlkaya  |          |                         |
| İlknura |          |                         |
| İncia   |          |                         |
| İpeka   |          |                         |
| İrema   |          |                         |
| Irmaka  |          |                         |

## J
Femminili
| Nome  | Varianti | Corrispondente italiano |
| ----- | -------- | ----------------------- |
| Jalea |          |                         |

## K
Maschili
| Nome        | Varianti | Corrispondente italiano |
| ----------- | -------- | ----------------------- |
| Kadira      |          |                         |
| Kadria      |          |                         |
| Kağana      | Kaana    |                         |
| Karaa       |          |                         |
| Kasıma      |          |                         |
| Kayaa       |          |                         |
| Kemala      |          |                         |
| Kemalettina |          |                         |
| Kenana      |          |                         |
| Kerema      | Kerima   |                         |
| Kıvança     |          |                         |
| Koraya      |          |                         |
| Kubilaya    |          |                         |
| Kudreta     |          |                         |
| Kuzeya      |          |                         |

Femminili
| Nome     | Varianti | Corrispondente italiano |
| -------- | -------- | ----------------------- |
| Kadera   |          |                         |
| Kadriyea |          |                         |
| Kelebeka |          |                         |
| Kerimea  |          |                         |
| Kiraza   |          |                         |
| Kısmeta  |          |                         |
| Kübraa   |          |                         |

## L
Maschili
| Nome    | Varianti | Corrispondente italiano |
| ------- | -------- | ----------------------- |
| Leventa |          |                         |
| Lütfia  | Lütfüa   |                         |

Femminili
| Nome     | Varianti | Corrispondente italiano |
| -------- | -------- | ----------------------- |
| Lalea    |          |                         |
| Latifea  |          |                         |
| Leylaa   |          | Leila                   |
| Lütfiyea |          |                         |

## M
Maschili
| Nome     | Varianti                      | Corrispondente italiano |
| -------- | ----------------------------- | ----------------------- |
| Mahmuta  |                               |                         |
| Mahzuna  |                               |                         |
| Mansura  |                               |                         |
| Mazhara  |                               |                         |
| Mecita   |                               |                         |
| Mehmeta  | Mehmeda, Muhammeda, Muhammeta | Maometto                |
| Melika   |                               |                         |
| Merta    |                               |                         |
| Mesuta   | Mesuda                        |                         |
| Metea    |                               |                         |
| Metehana |                               |                         |
| Metina   |                               |                         |
| Mikaila  |                               | Michele                 |
| Miraça   |                               |                         |
| Mithata  |                               |                         |
| Mücahita |                               |                         |
| Muhsina  |                               |                         |
| Muhtara  |                               |                         |
| Mümina   |                               |                         |
| Mümtaza  |                               |                         |
| Münira   |                               |                         |
| Murata   |                               |                         |
| Musaa    |                               | Mosè                    |
| Mustafaa |                               |                         |

Femminili
| Nome     | Varianti | Corrispondente italiano |
| -------- | -------- | ----------------------- |
| Makbulea |          |                         |
| Masala   |          |                         |
| Medinea  |          |                         |
| Mehtapa  |          |                         |
| Mehveşa  |          |                         |
| Meleka   |          |                         |
| Melikea  |          |                         |
| Melisa   | Melisaa  | Melissa                 |
| Meltema  |          |                         |
| Merala   |          |                         |
| Mervea   |          |                         |
| Meryema  |          | Miriam                  |
| Miraya   |          |                         |
| Mügea    |          |                         |
| Müjdea   |          |                         |
| Müjgana  |          |                         |
| Müminea  |          |                         |
| Münirea  |          |                         |

## N
Maschili
| Nome      | Varianti | Corrispondente italiano |
| --------- | -------- | ----------------------- |
| Nacia     |          |                         |
| Nadira    |          | Nadir                   |
| Naila     |          |                         |
| Naima     |          |                         |
| Nazıma    |          |                         |
| Nebila    |          |                         |
| Nedima    |          |                         |
| Nermina   |          |                         |
| Nesima    |          |                         |
| Neziha    |          |                         |
| Nihata    |          |                         |
| Nuha      |          | Noè                     |
| Nura      |          |                         |
| Nurettina |          |                         |
| Nuria     |          |                         |
| Nurullaha |          |                         |

Femminili
| Nome     | Varianti | Corrispondente italiano |
| -------- | -------- | ----------------------- |
| Nadirea  |          | Nadiria                 |
| Nadiyea  |          |                         |
| Nailea   |          |                         |
| Naimea   |          |                         |
| Narinea  |          |                         |
| Naza     |          |                         |
| Nazlıa   |          |                         |
| Nebilea  |          |                         |
| Neclaa   |          |                         |
| Nefesa   |          |                         |
| Nefisea  |          |                         |
| Nehira   |          |                         |
| Nejlaa   |          |                         |
| Nergisa  |          |                         |
| Nermina  |          |                         |
| Neşea    |          |                         |
| Nesima   |          |                         |
| Nesrina  |          |                         |
| Nevraa   |          |                         |
| Nezihea  |          |                         |
| Nidaa    |          |                         |
| Nihala   |          |                         |
| Nila     |          | Nila                    |
| Nilaya   |          |                         |
| Nilüfera |          |                         |
| Nimeta   |          |                         |
| Nisaa    |          |                         |
| Nisanura |          |                         |
| Nura     |          |                         |
| Nuraya   |          |                         |
| Nurcana  |          |                         |
| Nurgüla  |          |                         |
| Nurtena  |          |                         |

## O
Maschili
| Nome        | Varianti | Corrispondente italiano |
| ----------- | -------- | ----------------------- |
| Oğuzhana    |          |                         |
| Okana       |          |                         |
| Ömera       |          | Omar                    |
| Ömer Faruka |          |                         |
| Ömüra       |          |                         |
| Onura       |          |                         |
| Orhana      |          |                         |
| Osmana      |          |                         |
| Ozana       |          |                         |
| Özgüra      |          |                         |
| Öztürka     |          |                         |

Femminili
| Nome   | Varianti | Corrispondente italiano |
| ------ | -------- | ----------------------- |
| Ömüra  |          |                         |
| Öyküa  |          |                         |
| Özgea  |          |                         |
| Özgüra |          |                         |
| Özlema |          |                         |

## P
Maschili
| Nome    | Varianti | Corrispondente italiano |
| ------- | -------- | ----------------------- |
| Polata  |          |                         |
| Poyraza |          |                         |

Femminili
| Nome    | Varianti | Corrispondente italiano |
| ------- | -------- | ----------------------- |
| Pelin   |          |                         |
| Pembea  |          |                         |
| Peria   |          |                         |
| Pervina |          |                         |
| Pınara  |          |                         |

## R
Maschili
| Nome     | Varianti | Corrispondente italiano |
| -------- | -------- | ----------------------- |
| Rahmia   |          |                         |
| Ramazana |          |                         |
| Ramiza   |          |                         |
| Rasima   |          |                         |
| Recepa   |          |                         |
| Refika   |          |                         |
| Reisa    |          |                         |
| Reşata   |          |                         |
| Reşita   |          |                         |
| Rıdvana  | Rızvana  |                         |
| Rıfata   |          |                         |
| Rızaa    |          |                         |
| Ruşena   |          |                         |
| Rüstema  |          |                         |
| Rüzgara  |          |                         |

Femminili
| Nome    | Varianti | Corrispondente italiano |
| ------- | -------- | ----------------------- |
| Rabiaa  |          |                         |
| Ravzaa  |          |                         |
| Reşidea |          |                         |
| Reyhana |          |                         |
| Rukiyea |          |                         |
| Ruşena  |          |                         |

## S
Maschili
| Nome        | Varianti    | Corrispondente italiano |
| ----------- | ----------- | ----------------------- |
| Sabaha      |             |                         |
| Sabahattina |             |                         |
| Şabana      |             |                         |
| Sabria      |             |                         |
| Şadia       |             |                         |
| Sadia       |             |                         |
| Sadıka      |             |                         |
| Safaa       |             |                         |
| Şahina      |             |                         |
| Saita       |             |                         |
| Şakira      |             |                         |
| Saliha      |             |                         |
| Sameta      | Sameda      |                         |
| Samia       |             |                         |
| Şana        |             |                         |
| Savaşa      |             |                         |
| Sefaa       |             |                         |
| Şehzadea    |             |                         |
| Selahattina | Selâhattina | Saladino                |
| Selima      |             |                         |
| Selmana     |             |                         |
| Semiha      |             |                         |
| Semira      |             |                         |
| Şemsettina  |             |                         |
| Şenera      |             |                         |
| Şenola      |             |                         |
| Serdara     |             |                         |
| Serhana     |             |                         |
| Serhata     |             |                         |
| Şerifa      |             |                         |
| Serkana     |             |                         |
| Şevketa     |             |                         |
| Seyfettina  |             |                         |
| Seyfullaha  |             |                         |
| Seyyita     | Seyyida     |                         |
| Sonera      |             |                         |
| Süheyla     |             |                         |
| Şükria      |             |                         |
| Süleymana   |             | Salomone                |
| Sultana     |             |                         |

Femminili
| Nome      | Varianti  | Corrispondente italiano |
| --------- | --------- | ----------------------- |
| Sabaha    |           |                         |
| Sabriyea  |           |                         |
| Şadiyea   |           |                         |
| Safaa     |           |                         |
| Safiyea   |           |                         |
| Şahnaza   |           |                         |
| Sakinea   |           |                         |
| Samiyea   |           |                         |
| Şana      |           |                         |
| Sanema    |           |                         |
| Şebnema   |           |                         |
| Sedaa     |           |                         |
| Sedefa    |           |                         |
| Sefaa     |           |                         |
| Sehera    |           |                         |
| Şehrazata | Şehrazada |                         |
| Selmaa    |           |                         |
| Semihaa   |           |                         |
| Semraa    |           |                         |
| Şenaya    |           |                         |
| Şenola    |           |                         |
| Şerifea   |           |                         |
| Şermina   |           |                         |
| Serpila   |           |                         |
| Sevdaa    |           |                         |
| Sevgia    |           |                         |
| Sevila    |           |                         |
| Sevima    |           |                         |
| Sevinça   |           |                         |
| Şevvala   |           |                         |
| Şeymaa    |           |                         |
| Sıdıkaa   |           |                         |
| Sılaa     |           |                         |
| Simgea    |           |                         |
| Sinema    |           |                         |
| Şirina    |           |                         |
| Songüla   |           |                         |
| Sua       |           |                         |
| Sudea     |           |                         |
| Sudenaza  |           |                         |
| Süheylaa  |           |                         |
| Şükriyea  |           |                         |
| Şulea     |           |                         |
| Sultana   |           |                         |
| Sümeyyea  |           |                         |
| Sunaa     |           |                         |
| Süreyyaa  |           |                         |
| Suzana    |           |                         |

## T
Maschili
| Nome     | Varianti | Corrispondente italiano |
| -------- | -------- | ----------------------- |
| Tahira   |          |                         |
| Talâta   |          |                         |
| Talata   | Talâta   |                         |
| Talhaa   |          |                         |
| Talipa   |          |                         |
| Tanera   |          |                         |
| Tarıka   |          |                         |
| Taylana  |          |                         |
| Tayyipa  |          |                         |
| Tevfika  |          |                         |
| Timuçina |          |                         |
| Timura   |          |                         |
| Tolgaa   |          |                         |
| Toygara  |          |                         |
| Tugaya   |          |                         |
| Tuğrula  |          |                         |
| Tunça    |          |                         |
| Tuncaya  |          |                         |
| Turana   |          |                         |
| Turgaya  |          |                         |
| Tutkua   |          |                         |

Femminili
| Nome    | Varianti | Corrispondente italiano |
| ------- | -------- | ----------------------- |
| Tahirea |          |                         |
| Tuanaa  |          |                         |
| Tubaa   | Tuğbaa   |                         |
| Tuğçea  |          |                         |
| Tülaya  |          |                         |
| Turana  |          |                         |
| Tutkua  |          |                         |

## U
Maschili
| Nome   | Varianti | Corrispondente italiano |
| ------ | -------- | ----------------------- |
| Ufuka  |          |                         |
| Uğura  |          |                         |
| Ulvia  |          |                         |
| Ümita  |          |                         |
| Ümrana |          |                         |
| Umuta  |          |                         |
| Urala  |          |                         |
| Utkua  |          |                         |

Femminili
| Nome    | Varianti | Corrispondente italiano |
| ------- | -------- | ----------------------- |
| Ülküa   |          |                         |
| Ulviyea |          |                         |
| Umuta   |          |                         |

## V
Maschili
| Nome    | Varianti | Corrispondente italiano |
| ------- | -------- | ----------------------- |
| Vahita  |          |                         |
| Vedata  |          |                         |
| Volkana |          |                         |
| Vurala  |          |                         |

Femminili
| Nome    | Varianti | Corrispondente italiano |
| ------- | -------- | ----------------------- |
| Vahidea |          |                         |

## Y
Maschili
| Nome        | Varianti | Corrispondente italiano |
| ----------- | -------- | ----------------------- |
| Yağıza      |          |                         |
| Yağmura     |          |                         |
| Yahyaa      |          | Giovanni                |
| Yakupa      |          | Giacomo, Giacobbe       |
| Yalçına     |          |                         |
| Yamaça      |          |                         |
| Yaşara      |          |                         |
| Yasera      |          |                         |
| Yasina      |          |                         |
| Yavuza      |          |                         |
| Yiğita      |          |                         |
| Yıldırıma   |          |                         |
| Yılmaza     |          |                         |
| Yunusa      |          | Giona                   |
| Yunus Emrea |          |                         |
| Yusufa      |          | Giuseppe                |

Femminili
| Nome     | Varianti | Corrispondente italiano |
| -------- | -------- | ----------------------- |
| Yağmura  |          |                         |
| Yarena   |          |                         |
| Yasemina |          | Gelsomina               |
| Yeşima   |          |                         |
| Yetera   |          |                         |
| Yıldıza  |          |                         |
| Yoncaa   |          |                         |

## Z
Maschili
| Nome       | Varianti   | Corrispondente italiano |
| ---------- | ---------- | ----------------------- |
| Zafera     |            |                         |
| Zekeriyaa  |            | Zaccaria                |
| Zekia      |            |                         |
| Ziyaettina | Ziyaeddina |                         |
| Zülfikara  |            |                         |

Femminili
| Nome     | Varianti | Corrispondente italiano |
| -------- | -------- | ----------------------- |
| Zahidea  |          |                         |
| Zehraa   |          |                         |
| Zekiyea  |          |                         |
| Zeynepa  |          |                         |
| Ziyaa    |          |                         |
| Ziyneta  |          |                         |
| Zübeydea |          |                         |
| Züleyhaa |          |                         |
| Zümraa   |          | Esmeralda               |